# Mariusz Kończal
Mariusz Kończal (ur. 1966 w Bydgoszczy) – profesor, pedagog, juror konkursów muzycznych w Polsce i za granicą, dyrektor artystyczny ogólnopolskich konkursów chóralnych, a także konsultant i recenzent przewodów naukowych w dziedzinie artystycznej sztuki muzyczne.
Związany głównie z ośrodkami kultury w Bydgoszczy, od wielu lat zajmuje się zagadnieniami emisji głosu prowadząc kursy, warsztaty i seminaria, zarówno dla solistów czy zespołów profesjonalnych, jak i amatorskich - chórów, zespołów wokalnych, aktorów czy artystów musicalowych.

## Życiorys
Ukończył podstawową i średnią szkołę muzyczną w klasie fortepianu i organów oraz bydgoską Akademię Muzyczną. W 1989 r. uzyskał dyplom w specjalności dyrygentura chóralna w klasie prof. Mieczysława Rymarczyka. W 1992 z ukończył Podyplomowe Studium Chórmistrzowskie w klasie Henryka Blachy, a dwa lata później Podyplomowe Studium Emisji Głosu, oba prowadzone przez Centrum Animacji Kultury w Warszawie i Akademię Muzyczną w Bydgoszczy. 
Od 1995 podjął pracę w Akademii Muzycznej w Bydgoszczy, gdzie prowadził klasę dyrygowania na Wydziale Dyrygentury Chóralnej i Edukacji Muzycznej oraz zespoły kantatowo-oratoryjne na Wydziale Wokalno-Aktorskim. Był też dyrygentem Chóru Akademickiego tej uczelni. 
Podstawową jego działalność poza pedagogiką, stanowi praca z różnorodnymi chórami i zespołami. Doświadczenia dyrygenckie zdobywał, pracując w latach 1988-1991 z amatorskim chórem mieszanym „Harmonia”, a w latach 1989-1993 z chórem męskim „Hasło” w Bydgoszczy. Pełnił przez kilka lat funkcję konsultanta wokalnego chóru chłopięcego i mieszanego w Grudziądzu. W 1993 r. powołał przy IX Liceum Ogólnokształcącym w Bydgoszczy, prowadząc tam autorską klasę muzyczną – Chór Żeński „Serioso-Giocoso”, z którym to zespołem, jako dyrygent, osiągnął w krótkim czasie duże sukcesy, także w skali międzynarodowej. 
W 1999 r. powierzono mu prowadzenie Bydgoskiego Chóru Katedralnego, powołanego z inicjatywy ks. arcybiskupa Henryka Józefa Muszyńskiego. W kolejnych latach chór ten zdobył liczne nagrody na festiwalach chóralnych w Polsce i za granicą. Kiedy z okazji jubileuszu 500-lecia bydgoskiej fary zorganizowany został w tej świątyni (2002) I Przegląd Chóralnej Pieśni Pasyjnej, dyrygował około 500-osobowym chórem na zakończenie tej imprezy. Znaczne wyniki artystyczne osiągnął także z chórem studentów Akademii Muzycznej.
Jego działalność artystyczna i pedagogiczna była wielokrotnie nagradzana. Otrzymał m.in. nagrody: Prezydenta Miasta Bydgoszczy, „Feliksa Gazety Wyborczej”, nagrodę dla najlepszego dyrygenta na Ogólnopolskich Konkursach Chórów a Cappella Dzieci i Młodzieży, Bydgoskich Impresjach Muzycznych i Ogólnopolskim Festiwalu Pieśni o Morzu. Był dyrektorem artystycznym bydgoskiego Oddziału Polskiego Związku Chórów i Orkiestr.